# Românii au talent (al doilea sezon)
Al doilea sezon Românii au talent (Romania's Got Talent) a debutat la Pro TV pe 17 februarie 2012. Proiectul este o franciză Got Talent, program tv dezvoltat de compania britanică Simco Limited, și îi are ca gazde pe Smiley și Pavel Bartoș. Juriul emisiunii este compus din Andra, Mihai Petre și Andi Moisescu. În total, au loc 13 evenimente: 7 audiții, 5 semifinale (12 concurenți în fiecare, deci 60 în toate semifinalele) și o finală (15 concurenți; din fiecare semifinală se aleg 3 concurenți câștigători: primii doi prin votul publicului, iar al treilea prin votul juriului care dă o șansă unui concurent dintre cei clasați pe locurile al treilea și al patrulea, tot în urma opțiunilor publicului), audițiile fiind înregistrate, iar semifinalele și finala transmise în direct din Studiourile MediaPRO din Buftea.
Marele premiu se menține și în acest sezon, ca și în cel precedent, 120.000 de euro. Câștigătorul nu va putea lua însă întreaga sumă pe care a câștigat-o, pentru că trebuie să plătească impozit statului. Lui îi vor reveni doar 100.800 de euro, iar statul român îi va impozita câștigul cu 19.200 de euro.

## Succesul național și internațional
Românii au talent este formatul de mare succes mondial Got Talent, cumpărat de Pro TV de la FremantleMedia.
Românii au talent a intrat în sezonul al doilea cu o audiență mai bună decât a făcut-o în primul sezon, având 2,3 milioane de telespectatori pe minut, în mediul urban. În sezonul precedent, în prima ediție, media a fost puțin peste 2 milioane de telespectatori în mediul urban, pe minut, având însă vârfuri de 2,7 milioane de telespectatori.
Got Talent este unul dintre cele mai de succes formate de televiziune ale anului 2009, depășindu-și propriile recorduri de audiență peste tot în lume. Show-ul de televiziune a fost difuzat în peste 30 de țări, printre care Marea Britanie, Suedia, Grecia, Belgia, Australia, Rusia, Portugalia, Franța, Statele Unite ale Americii, Ucraina, Serbia, India, Armenia, Slovacia, Polonia, Noua Zeelandă, Danemarca, Argentina, Olanda, Norvegia, Spania, Germania, Finlanda și Israel.

## Juriu și prezentatori

### Juriu
Andra, Mihai Petre și Andi Moisescu au fost cei care i-au ales pe cei mai talentați români.
Andra a declarat:
„Concurenții din acest sezon erau deja familiarizați cu formatul și asta e foarte important. De data asta au știut cum să pună poblema, știau cam ce așteptări are publicul. Chiar și așa însă surprizele nu vor înceta să apară, mereu te ia câte ceva prin surprindere, concurenții sunt o sursă permanentă de uimire, jumătate din timp am stat cu ochii gogonați și cu palpitații.”
Mihai Petre a declarat:
„După sezonul 1, cred că s-a deschis apetitul românilor de a-și etala talentul. De data asta au venit mai deschiși și cu mult mai mult curaj! În al doilea rând, diversitatea actelor artistice a fost foarte mare, am văzut ce nici prin cap nu ne-a trecut.”
Andi Moisescu a declarat:
„Rezervorul românesc de talente este mult peste ceea ce ne putem noi imagina că este. Sunt ferm convins de capacitatea noastră, a românilor, de a produce surprize nebănuite.”

### Prezentatori
Smiley și Pavel Bartoș sunt prezentatorii emisiunii. Cei doi prezentatori ai show-ului de la Pro TV, au promis și ei un nou sezon de zile mari și asta pentru că și ei au făcut spectacol în culise.
Pavel Bartoș a declarat:
„La filmările primului sezon știți cu toții că nasul meu a avut de suferit. De această dată însă Smiley s-a aflat în multe cazuri la 10 secunde distanță de «Urgențe», de cele mai multe ori din cauza mea, desigur! Tot ceea ce ni s-a întâmplat nouă în culise a fost un show în sine. Am simțit cu adevărat cât de bine e să ai un parener ca Smiley pentru că foarte mulți concurenți ne-au pus la tot felul de încercări și ne-au folosit în numerele lor. Din fericire, am supraviețuit! Cum?! Veți vedea în noul sezon!”

## Etapele concursului

### Înscrierile și audițiile
Înscrierile s-au putut face pe site-ul romaniiautalent.ro începând cu 5 mai 2011, dar și direct în locațiile special organizate în orașele în care au avut loc preselecțiile: Craiova (20 august), Timișoara (30 august), Cluj (6 septembrie), Iași (13 septembrie), Constanța (20 septembrie) și București.
Cei trei membri ai juriului format din Mihai Petre, Andra și Andi Moisescu au ales 60 de concurenți care au mers în semifinalele show-ului. Cele șase audiții au fost înregistrate, în timp ce următoarele emisiuni (semifinalele și finala) sunt transmise în direct.

### Semifinalele
Vor avea loc în total cinci semifinale, unde 60 de semifinaliști se vor lupta pentru marele premiu de 120.000 de euro oferit de către Pro TV.
Regulament
Publicul votează prin SMS și alege finaliștii. Este vorba despre primii doi concurenți, care au primit cele mai multe voturi. Juriul dă o șansă unui concurent dintre cei clasați pe locurile al treilea și al patrulea, tot în urma opțiunilor publicului.
Locul desfășurării
Cele cinci semifinale sunt transmise în direct din Studiourile MediaPRO din Buftea.
| Legendă | Ales de public prin vot (locul I) | Ales de public prin vot (locul II) | Votul juriului (locul III) |

| Concurenții din tabelele următoare nu sunt ordonați după anumite criterii. |
| -------------------------------------------------------------------------- |

#### Prima semifinală
| Concurenții                  |                     | |
| Concurent                    | Domeniu             | Note |
| Keep The Vibe Alive          | Dans                | Membrii grupului au intrat în scenă pictați pe față și îmbrăcați în niște pantaloni roșii. Mihai Petre le-a spus că au arătat mai bine decât au dansat și că ar fi vrut ca aceștia să fie mult mai tehnici.                                                           |
| Trio Magic                   | Magie               | Cei trei nu l-au impresionat pe Mihai Petre, care i-a numit „stângaci” și le-a spus că nu au evoluat de la preselecții |
| Carol Aflat                  | Muzică de operă     | Cântărețul de operă a fost lăudat de juriu, în special pentru prezența scenică. Acesta a început să povestească evenimentele nefericite ce i-au marcat viața în ultimul an.                                                                                           |
| OZN și Masterred             | Comedie             | Grupul umoristic a făcut sala să râdă în hohote; totuși, Mihai Petre le-a spus că nu au șanse să ajungă în finală și că numărul lor este mai potrivit pentru o pauză a unei finale.                                                                                   |
| Iulian Tănase                | Sculptură în gheață | Iulian a sculptat în gheață literele ce formează titlul emisiunii, în timp ce era înconjurat de dansatoare. Andra i-a spus că are un talent rar, însă Mihai a considerat că sculpturile sale își au locul mai degrabă la o expoziție, decât la un concurs de talente. |
| Loredana și Cristian Fieraru | Muzică              | Tânăra a interpretat piesa „My All” a Mariei Carey, pe ritmurile de țambal create de tatăl ei. Având o asemănare izbitoare cu Andra, Loredana a fost lăudată de membrii juriului pentru prestația sa.                                                                 |
| Mihai Toderică               | Contorsionism       | Mihai a reușit să desfacă un lacăt legat la gâtul lui cu ajutorul flexibilității brațelor. Mihai Petre l-a numit „o ciudățenie a naturii”. |
| Aven Amentza Romale          | Muzică la obiecte   | Cei trei membrii au creat o melodie folosind o lingură de lemn, un tomberon și un ulcior, după care au cântat și au dansat țigănește. Andi Moisescu a numit grupul unul dintre concurenții săi preferați.                                                             |
| Constanța Cobzariu           | Muzică de operă     | Constanța, de profesie medic ginecolog, a surprins membrii juriului cu evoluția ei față de faza preselecțiilor. |
| Alexandru Munteanu           | Chitară             | Tânărul a interpretat o piesă latino, însoțit pe scenă de două perechi de dansatori. Andra l-a felicitat, însă i-a sugerat ca pe viitor să facă mai mult spectacol.                                                                                                   |
| X-treme Brothers             | Gimnastică          | Cei trei acrobați au uimit juriul cu numărul lor de echilibristică. Mihai Petre i-a numit cei mai buni concurenți din acea semifinală, iar juriul le-a spus că merită să ajungă în finală.                                                                            |
| ASET Crew                    | Dans                | Cei zece tineri care alcătuiesc trupa au fost lăudați de membrii juriului pentru costume, sincronizare și energia de care au dat dovadă. |